# Werner Voß
Werner Voß (psáno i Voss, čte se Verner Fos; 13. dubna 1897 Krefeld – 23. září 1917 Třetí bitva u Yper) byl německý válečný pilot, letecké eso z první světové války. Bylo mu připsáno celkem 48 vzdušných vítězství.

## Život

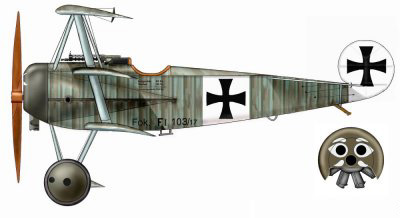
Voßův trojplošník Fokker

Narodil se v Krefeldu do rodiny barvíře. Vojenskou kariéru zahájil v listopadu 1914 jako sedmnáctiletý u husarů. Když přešel k letcům, prokázal přirozené nadání k pilotáži. Po letecké škole a šesti měsících v bombardovací jednotce se 21. listopadu 1916 připojil k nově vytvořené stíhací letce Jagdstaffel 2. Tam se spřátelil s Manfredem von Richthofenem.
Do 6. dubna 1917 zaznamenal Voß 24 vítězství a získal nejvyšší německé ocenění Pour le Mérite. S vyznamenáním bylo spojeno měsíční volno, a to přivodilo jeho nepřítomnost na bojišti během krvavého dubna; během té doby zaznamenal Richthofen 13 vítězství. Richthofen přesto považoval Voße za svého jediného možného rivala jako nejlepšího leteckého esa války.
Brzy poté, co se Voß vrátil z dovolené, dostal se do konfliktu s velitelem své letky. Byl pak od ní odvelen, aby testoval nová stíhací letadla, a byl nadšený Fokkerovým trojplošníkem. Po přestupech přes tři dočasné pozice velitele letky během dvou měsíců dostal Voß dne 30. července 1917 na žádost Richthofena velení nad letkou Jagdstaffel 10. V tuto chvíli byl počet jeho vítězství 34.
Voß padl 23. září 1917, jen několik hodin po svém 48. vítězství, když sám čelil přesile osmi britských es. Jeho hlavní sok James McCudden ho pak označil za „nejodvážnějšího německého letce“.